# Kristian Pless
Kristian Pless (* 9. Februar 1981 in Odense) ist ein dänischer Tennisspieler.

## Karriere

### Werdegang und Juniorenkarriere
Pless begann im Alter von sieben Jahren, Tennis zu spielen. Seit 1996 war er auf der Juniorentour aktiv und gewann 1999 die Australian Open gegen Michail Juschny. Er erreichte außerdem die Finals von Wimbledon (Niederlage gegen Jürgen Melzer) und den US Open (Niederlage gegen Jarkko Nieminen). Am Jahresende stand Pless auf Position 1 der Junioren-Weltrangliste.

### Ab 1999: Profikarriere
Pless war zunächst auf der Challenger Tour aktiv und  gewann in seiner Karriere acht Titel, jeweils vier im Einzel sowie im Doppel. Auf ATP-Ebene gelang ihm dreimal der Einzug in ein Halbfinale, bei Grand-Slam-Turnieren kam er nie über die zweite Runde hinaus. Dennoch konnte er aufgrund konstanter Ergebnisse am 28. Januar 2002 mit Rang 65 seine beste Platzierung in der Weltrangliste erreichen. Nach einer schweren Schulterverletzung fiel er 2003 in der Rangliste weit ab. Erst im Jahr 2006 gelang ihm der erneute Sprung in die Top 100, in denen er sich bis September 2007 halten konnte. Ende 2010 fiel er schließlich endgültig aus der Weltrangliste heraus.
Er nahm im Jahr 2000 an den Olympischen Spielen in Sydney teil, wo er in der Einzelkonkurrenz teilnahm. In der ersten Runde besiegte er den Armenier Sargis Sargsian 6:3, 6:4, musste sich in der darauffolgenden Runde aber dem Australier Mark Philippoussis mit 4:6, 4:6 geschlagen geben.
Pless bestritt zwischen 1999 und 2012 acht Begegnungen für die dänische Davis-Cup-Mannschaft, davon sieben zwischen 1999 und 2001. In der Saison 2012 kam er nach elfjähriger Davis-Cup-Abstinenz überraschend gegen Slowenien zum Einsatz. Sein bis dato letztes Profimatch bestritt Pless zuvor am 28. September 2009.

## Erfolge
| Legende (Anzahl der Siege)  |
| Grand Slam                  |
| ATP World Tour Finals       |
| ATP World Tour Masters 1000 |
| ATP World Tour 500          |
| ATP World Tour 250          |
| ATP Challenger Tour (8)     |

### Einzel

#### Turniersiege
| Nr. | Datum            | Turnier        | Belag         | Finalgegner    | Ergebnis  |
| --- | ---------------- | -------------- | ------------- | -------------- | --------- |
| 1.  | 20. Mai 2001     | Edinburgh      | Sand          | Gorka Fraile   | 6:3, 6:3  |
| 2.  | 13. Oktober 2001 | Rio de Janeiro | Sand          | Ricardo Mello  | 6:1, 6:1  |
| 3.  | 5. November 2006 | Rimouski       | Hartplatz (i) | Lu Yen-hsun    | 6:4, 7:65 |
| 4.  | 1. April 2007    | Saint-Brieuc   | Sand (i)      | Farrux Doʻstov | 6:3, 6:1  |

### Doppel

#### Turniersiege
| Nr. | Datum             | Turnier          | Belag         | Partner              | Finalgegner                       | Ergebnis      |
| --- | ----------------- | ---------------- | ------------- | -------------------- | --------------------------------- | ------------- |
| 1.  | 4. Dezember 1999  | Lucknow          | Rasen         | Paradorn Srichaphan  | Jamie Delgado Martin Lee          | 5:7, 6:3, 7:5 |
| 2.  | 10. Dezember 2000 | Prag             | Sand          | Aisam-ul-Haq Qureshi | Ivo Heuberger Ville Liukko        | 6:4, 6:4      |
| 3.  | 31. Juli 2005     | Campos do Jordão | Hartplatz     | Aleksandar Vlaski    | Franco Ferreiro Marcelo Melo      | 7:65, 6:4     |
| 4.  | 5. November 2006  | Rimouski         | Hartplatz (i) | Frederik Nielsen     | Jasper Smit Martijn van Haasteren | 6:2, 6:4      |